# یواس‌اس امرلد (۱۸۶۴)
یواس‌اس امرلد (۱۸۶۴) (به انگلیسی: USS Emerald (1864)) یک کشتی است.